# عبدالله توکلی
عبدالله توکلی سیاست‌مدار ایرانی بود، که در دوره بیست و چهارم مجلس شورای ملی بعنوان نماینده الیگودرز از استان لرستان در مجلس شورای ملی حضور داشت.